# Maïs denté

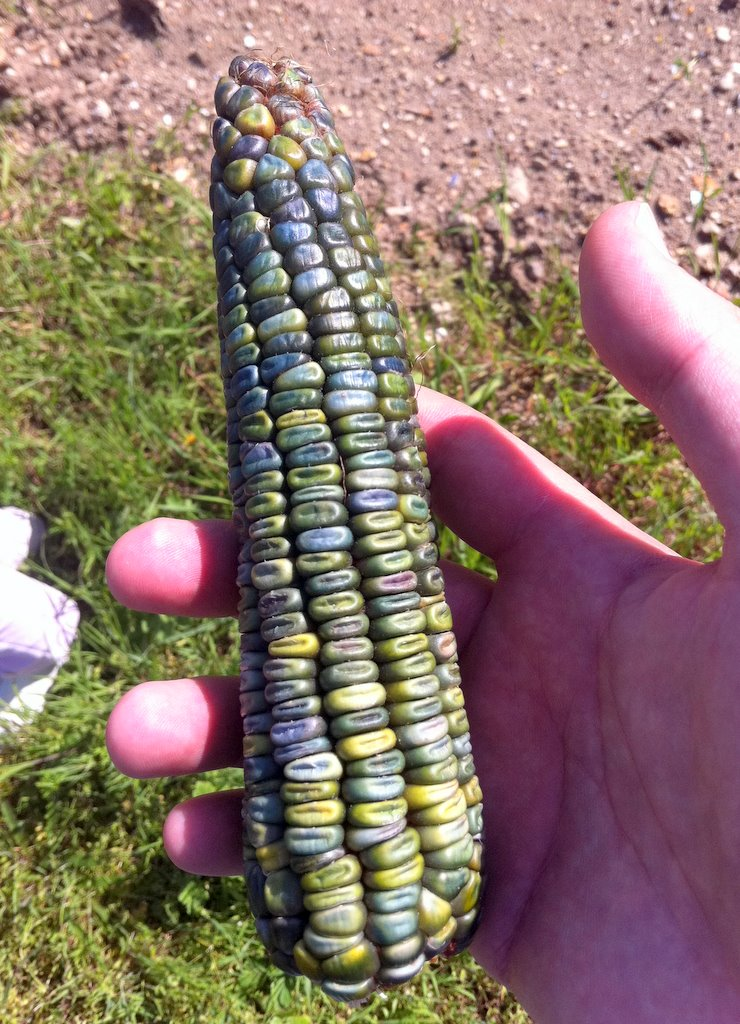
Maïs Vert Ancestral, variété précoce originaire d'Oaxaca (Mexique) cultivée par les Zapotèques, groupe indentata. Une dépression apparaît au sommet du grain à la suite de la rétraction, à maturité, de la partie axiale d’albumen farineux.

Le maïs denté (Zea mays indentata) est une sous-espèce de maïs dont le grain est formé d’une partie axiale d’albumen farineux et d’une partie périphérique d’albumen vitreux plus dur. La partie d’albumen farineux se rétracte lors de la maturation ce qui donne une forme dentée au grain, d’où son nom.
Les notions de « maïs corné » et « maïs denté » concernent donc la forme et la texture du grain. Le grain « corné » possède un albumen vitreux important et un albumen farineux réduit. C'est l'inverse pour le grain « denté » qui, de plus, a la forme d'une incisive.
Le caractère « grain corné » est associé dans l'esprit du sélectionneur, aux populations précoces d'origine européenne. Le caractère « grain denté » est, quant à lui, associé aux populations plus tardives d'origines nord-américaines.
Les hybrides « corné × denté » sont à l'origine du succès de la culture du maïs dans les zones septentrionales de l'Europe, situées au nord de la Loire.
La plus grande partie du maïs cultivé aux États-Unis aujourd'hui est du maïs denté jaune ou une variété étroitement apparentée qui en dérive. Le maïs denté, non destiné à la consommation humaine directe, est la variété utilisée dans la fabrication des aliments comme ingrédient de base pour la farine de maïs (utilisée dans la cuisson du pain de maïs), les croustilles de maïs, les tortillas et les coquilles à tacos. L'amidon dérivé de cette variété à haute teneur en amidon est transformé en matières plastiques, ainsi que le fructose qui est utilisé comme édulcorant (sirop de maïs à haute teneur en fructose) dans de nombreux aliments transformés et boissons gazeuses. Toutefois, son usage principal demeure l'alimentation du bétail et la production d'éthanol et d'autres produits industriels. 

## Histoire
L'origine du Maïs denté, ou « Dent Corn » en anglais, remonte aux immigrants venus de l'est des États-Unis qui ont peuplé dans les années 1840 l'Illinois, autour de Chicago et des Grands Lacs du nord du pays.
Parmi ces immigrants venus de l'est, James L. Reid, et ses parents Robert et Anna Moore Reid. Né près de Russelville, dans le comté de Brown, Ohio, le 26 décembre 1844 James L. Reid part avec eux à l'âge de deux ans sur le Frontière sauvage. Son père, Robert Reid a quitté l'Ohio, en réponse à "l'appel de l'Ouest", pour rejoindre son frère aîné Daniel et sa sœur Eleanor Reid Glaz, dans la communauté de "Delavan Prairie", près de Tremont dans le comté de Tazewell, près de La Fayette, dans l'état de l'Indiana.
Installé à environ quatre miles au nord-est de Delavan, Daniel Reid avait écrit à son frère Robert d'apporter avec lui du maïs de semence, car l'Illinois n'en avait pas de la variété que la famille avait avant cultivé dans l'Ohio. Robert Reid a donc pris dans son Chariot bâché quelques boisseaux de maïs jaune, ayant une teinte rouge cuivrée particulière sous la surface de la grains, connu sous le nom Gordon Hopkins, de leur ancienne maison.
Le grain de maïs qu'il avait apporté avec lui a été planté en 1846 mais trop tard pour assurer plus qu'un "assez bon développement". Le meilleur du maïs mûri a été sélectionné pour la prochaine la plantation, au printemps de 1847. Depuis le printemps de 1847 et pendant soixante-douze ans, ce maïs n'a pas été mélangé, à dessein, avec d'autres variétés
par la famille Reid. En 1850, Robert Eeid a acheté une ferme au nord-est de Delavan, sur laquelle la graine de la variété Ohio a reçu des soins spéciaux, afin de répondre aux besoins du monde commercial.